# Ramy Fischler
 (juillet 2017).
Ramy Fischler est un designer contemporain belge, qui vit et travaille à Paris.

## Biographie
Ramy Fischler est diplômé de l’École nationale supérieure de création industrielle en 2004. De 2001 à 2010, il collabore avec Patrick Jouin. Lauréat de l’Académie de France à Rome en 2010-2011, il est pensionnaire de la Villa Médicis, où il mène une recherche in situ sur l'accueil des visiteurs et des artistes au sein du lieu, s’intéressant particulièrement à l’histoire du mobilier du pouvoir. 
Ramy Fischler crée ensuite RF Studio à Paris. En son sein, il conçoit objets et mobilier et crée des espaces de travail, culturels, commerciaux ou résidentiels. Il est rejoint par une dizaine de collaborateurs au fil des années. Depuis 2013, des collaborations avec des personnalités aussi variées que le chef Thierry Marx, le restaurateur  Oliver Peyton, le metteur en scène Cyril Teste ou encore le compositeur Jesper Nordin marquent les créations de l’agence. Depuis février 2017, Ramy Fischler dirige également la création architecturale de la maison Chanel, fragrance & beauty, watches & fine jewelry.[réf. nécessaire]

## Approche
Le magazine de design international Intramuros qualifie Ramy Fischler de « passionné des relations entre l’espace physique et numérique » qui pratique « la création de manière éclectique, du projet de recherche au design industriel, artisanal et prospectif ». Sa volonté de croiser les savoirs et d’aborder les sujets les plus variés nourrit une démarche transversale marquée par les nouvelles technologies, les mutations sociales et économiques ou encore les enjeux écologiques. Il met « sa vision contemporaine au service de problématiques de société », résume le Elle Décoration no 231 (novembre 2014). Dans un entretien réalisé dans le cadre des D’Days en 2016, Ramy Fischler confiait d’ailleurs : « mon approche relève essentiellement d’un double regard sur mon environnement : à la fois intérieur, en tant qu’utilisateur, qu’usager, qu’acteur – et extérieur, en tant qu’observateur critique de ce qui semble être, ou peut devenir, une problématique ».

## Réalisations (sélection)
- « Objets trouvés », exposition, Villa Médicis, Rome, 2010-2011.
- Résidence « Colombie », Paris, 2010-2012.
- Maison Tai Ping, hôtel de Livry, Paris, 2012.
- « Hétérotopia », AD Intérieurs 2013, en collaboration avec Jean-Baptiste Del Amo, Paris, 2013.
- Mobilier pour Thierry Marx, Mandarin Oriental, Paris, 2013-.
- « Aura », accompagnateur de sommeil, Withings, 2014. Lauréat CES Innovations Awards 2014, catégorie « Health & Fitness » et Smart Home Awards, Digital Trends Awards 2015.
- « La Parfumerie Hermès », en collaboration avec RDAI, New York, 2015.
- Fenêtre sur cour, concept stores consacrés aux arts de la table et au mobilier, Rabat et Casablanca, 2015.
- « Visual Exformation », installation interactive et œuvre de concert, en collaboration avec Cyril Teste et Jesper Nordin (en), Grame (Lyon) et Ircam, Paris, 2015-2016.
- « Après la Shoah », scénographie d’exposition, mémorial de la Shoah, Paris, 2016.
- « L’image éclaire », musée des Arts Décoratifs de Paris et Galerie Michel Rein, Paris, en collaboration avec Alain Fleischer et Le Fresnoy-Studio national des arts contemporains, 2016.
- Bureaux de Twitter France, Paris, 2016.
- Scénographies des 61e et 62e Salons d'art contemporain de Montrouge, en collaboration avec Vincent Le Bourdon, 2016 et 2017.
- Restaurant The National Café, National Gallery, Londres, 2017.
- « FastLab », lieu destiné à l’innovation et à l’accompagnement des entreprises dans la transition digitale, Levallois-Perret, 2017.
- « Le Pod », mobilier de réalité virtuelle connecté, créé en collaboration avec Vectuel, en cours.
- « Nu ! », halle alimentaire connectée zéro déchet et réfrigérateur intelligent à usage des entreprises, connecté et zéro déchet, en cours.
- « Philanthro-Lab », incubateur de philanthropie, avec la Compagnie de Phalsbourg et Perrot  & Richard Architectes, lauréat du concours Réinventer Paris, site de l’Hôtel de la Bûcherie, en cours.
- « Free style access », rampe de skate et jardin public nomade implantés au fil des chantiers du Grand Paris Express, en cours.

## Prix et distinctions
- Lauréat de l’Académie de France à Rome en 2010.
- Chevalier de l’Ordre des Arts et des Lettres, promotion des personnalités étrangères du printemps 2016, Ministère de la Culture et de la Communication.
- Élu créateur 2018 par  le salon Maison & Objet[5].

## Enseignement
- 2012 – 2016, directeur de diplômes à l'École nationale supérieure de création industrielle, Paris.
- 2013 – 2016, artiste professeur invité au Fresnoy-Studio national des arts contemporains, Tourcoing.
- 2016, intervenant en cours magistral à l’École Camondo, Paris, sur l’innovation et les nouveaux usages.